# 重型增程機動戰術卡車
重型增程機動戰術卡車 (英文：Heavy Expanded Mobility Tactical Truck，簡稱：HEMTT)，是一款以提供美軍後勤補給為主要用途的八輪驅動越野卡車系列，也常被暱稱"龍卡車"，多數為酬載量10噸之版本，但也有更高運載力之衍生型。HEMTT由1982年起在美國陸軍服役，用以替換性能不足的M520卡車。
另有一些10x10輪的版本用於托盤式裝載系統 (PLS)計劃，本系列車輛都由豪士科公司(Oshkosh Corporation)製造，也有改裝型用於機場特種消防車。
美國海軍陸戰隊使用的款型稱為豪士科置替式物流載具系統(LVSR)，也是豪士科公司生產。這種款型可以拖拉一般貨櫃，但又不是聯結車，而是一體化的車身搭配一種液壓吊臂可以直接將貨櫃拉上後車板，還使用多種模組化的發電機組和後拖板，該車的發電機組也可以當成野戰基地的電力來源。

## 起源與量產
1981年，美國陸軍在評估了西德MAN、美國AM General、帕卡／GMC團隊、豪士科公司送呈之提案後，在1981年5月決定選擇了豪士科公司提出的重型戰術機動卡車方案，該方案使用八輪傳動，可承載貨物量為10短噸重（9,100公斤）。合約為期5年，總價2.513億美元。HEMTT是為了取代美軍既有的5噸戰術卡車，為了節省採購成本、延長車隊的總使用壽命期程，因此HEMTT大量導入商用的載重車零件，尤其是引擎與變速箱總成採用民間成熟產品，大幅降低了計畫可能存在的研發風險與後續補保的複雜度。
HEMTT的底盤車架除了M984吊車外，都是採用降伏強度758帕斯卡的碳錳鋼製造，車架組裝採用美國標準8級螺栓鎖合。
1981年12月，HEMTT原型車完成進入先導量產與測試。在1982年3月起開始量產第一批為數2,140輛之HEMTT。按照1981年的合約條款，美軍可以增購5,351輛，讓訂單達到7,490輛，而美國陸軍行使了幾乎所有的增購額度，表示對於HEMTT之肯定。
第二批次的合約在1987年4月簽訂，合約要求豪士科為美軍量產1,403輛HEMTT，並給予1,684輛的增購選擇權，另外在1989年4月增簽補充協議，續購1,449輛HEMTT、選擇權363輛。包括在增購協議中的額度美軍皆全數行使，因此第二批次實際量產了4,899輛HEMTT。
第三批次量產合約在1994年中旬簽訂，合約總數不明，但是在合約結束時豪士科向美軍交付了14,000輛左右的HEMTT。第四批次量產合約在1995年8月簽訂，訂購總數不明，但美軍後來有增簽補充採購協議，使HEMTT的產線至2001年9月甫關閉。

## 衍生型
本車全系列可以使用C-130以上載運能力的運輸機空運。
- M977貨車，可用於運輸兵員或軍用物資，也可做為火山布雷系統的運載平臺。
- M978油罐車，除車輛外還有為直升機與艦艇加油的能力。
- M983拖車，做為MIM-104愛國者飛彈、天弓三型防空飛彈等武器的火力平臺，也能搭載大型雷達之類展開型裝備。
- M984救濟車，有戰車維修能力和拖拉能力。
- M985貨車，負責運輸大型軍用物資或輕型車輛，因此附帶液壓吊臂。
- M991拖車，做為堤豐中程飛彈發射系統與遠程高超音速武器的火力與火控雷達平臺。
- M1075貨車，做為戰區高空防禦飛彈的火力與火控雷達平臺。
- M1120貨櫃車
- M1142戰術消防車
- M1977戰鬥橋梁運輸車（CBT），可利用液壓吊臂進行架橋，也可運輸水箱。

而加掛A3編號的車型表示為柴電混合動力版本，最新型A4編號為油電混合之外還更換了新的卡特彼勒 C15/17六汽缸柴油引擎和二代車上診斷系統。

## 圖片

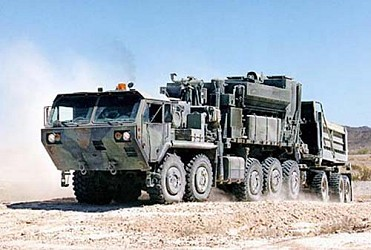
額外拖拉貨運車成為16輪狀態的早期型HEMTT
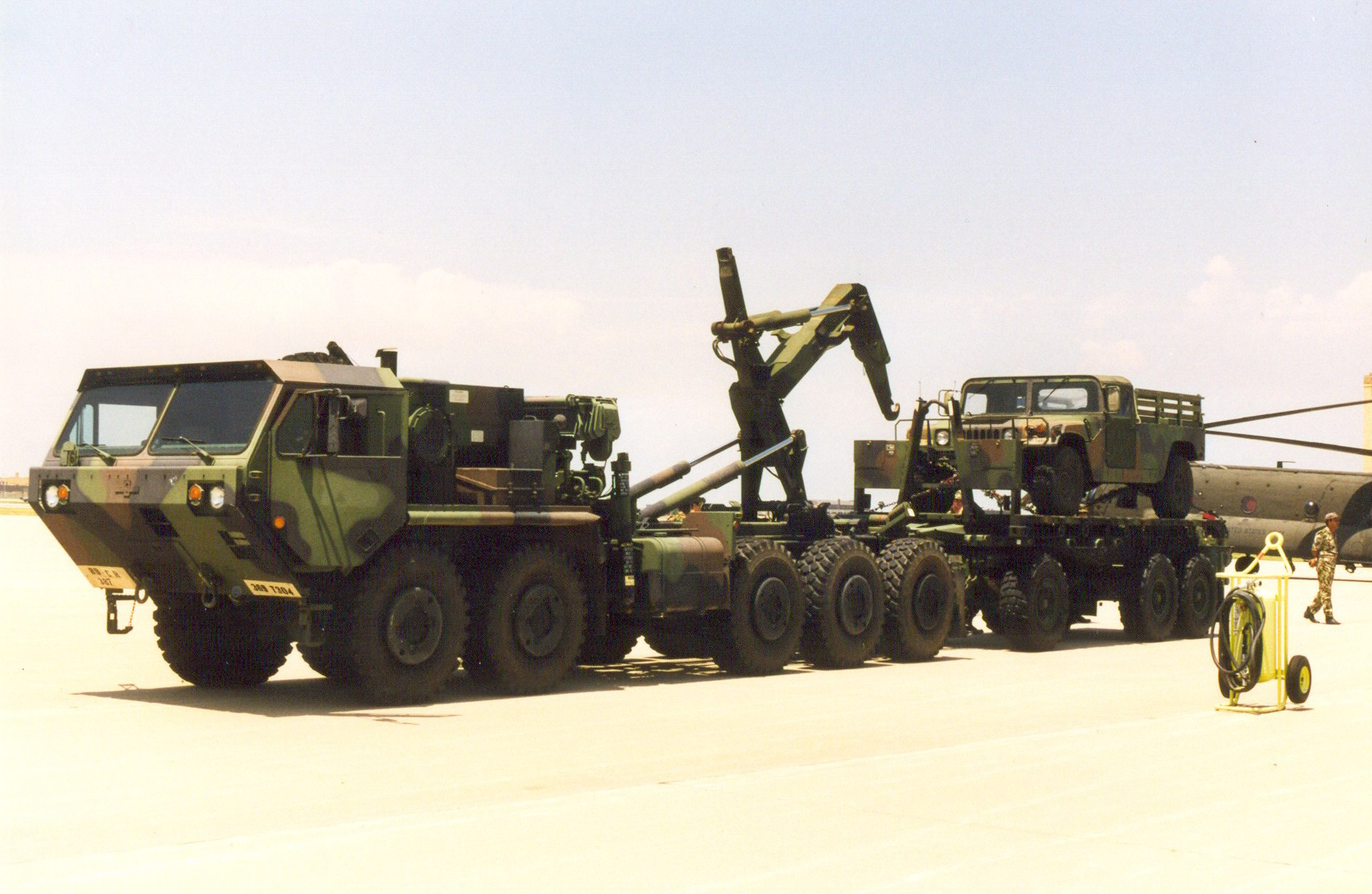
配有液壓吊臂的HEMTT PLS
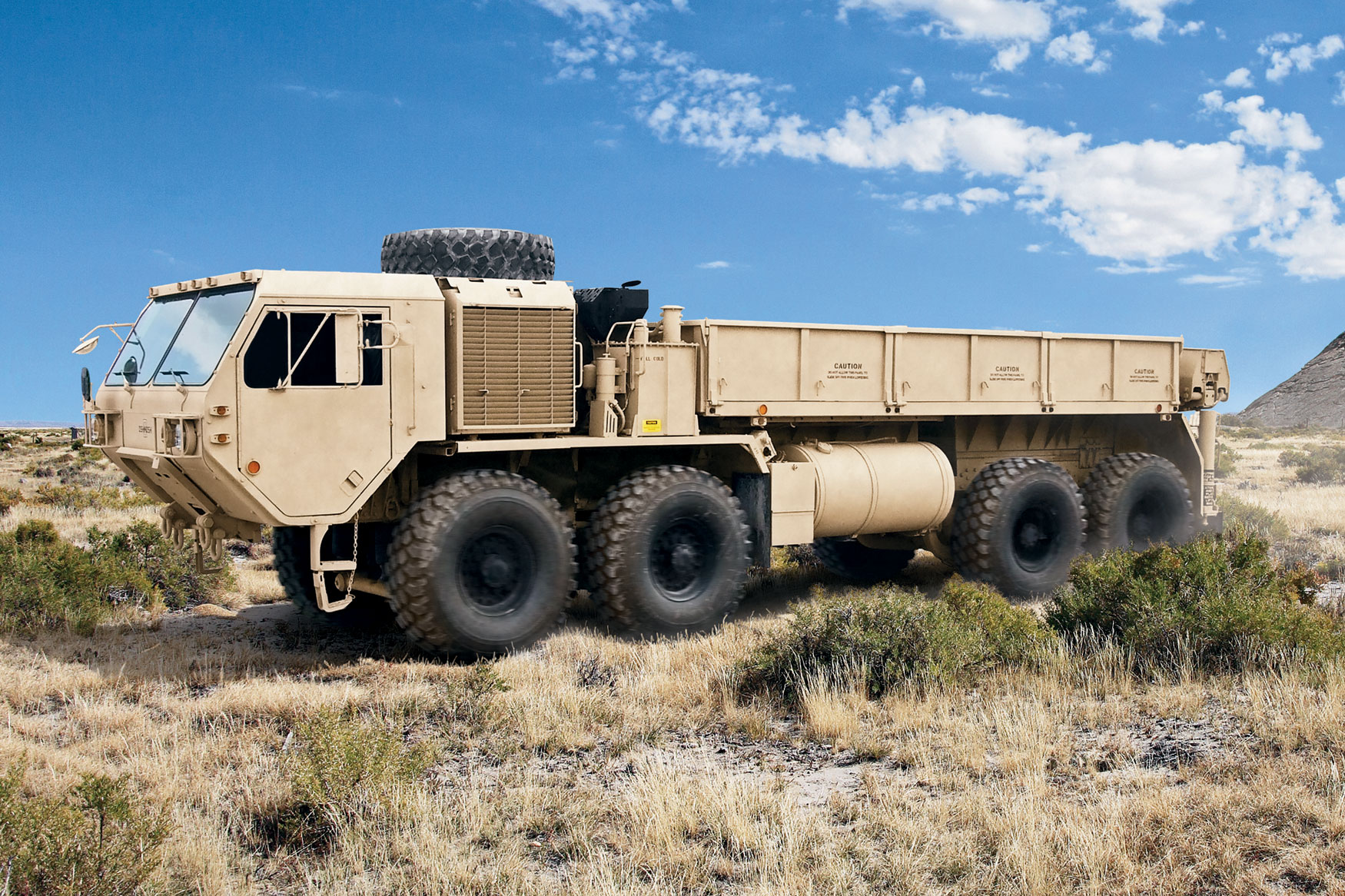
M977貨車
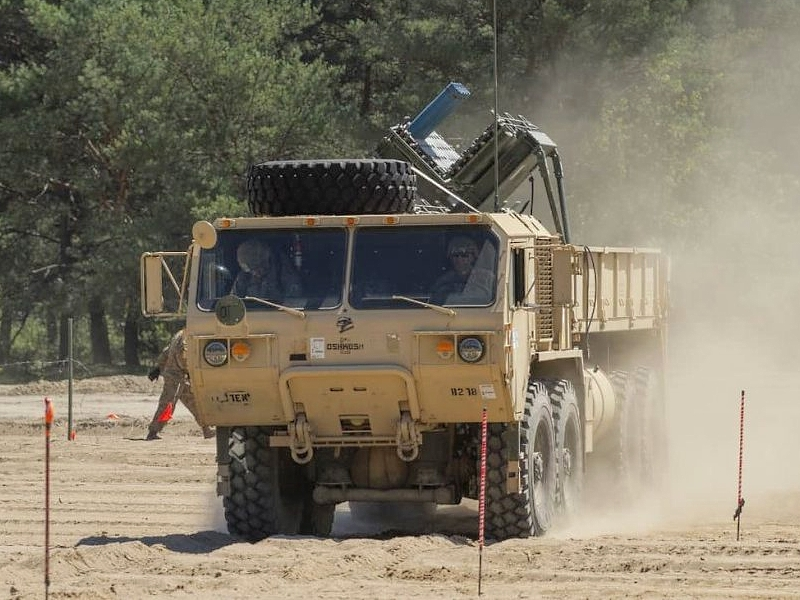
做為火山布雷系統運載平臺的M977貨車
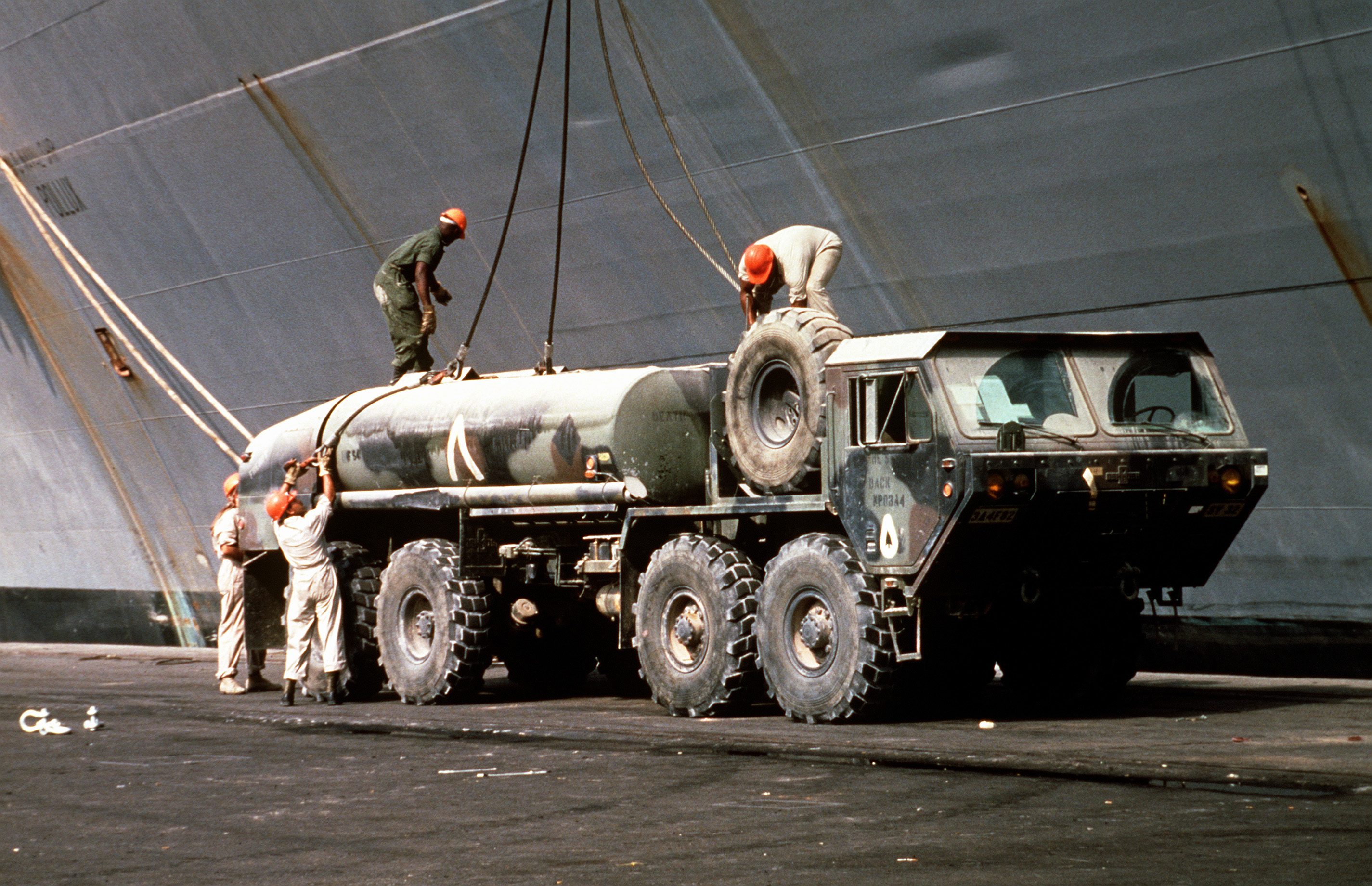
M978油罐車
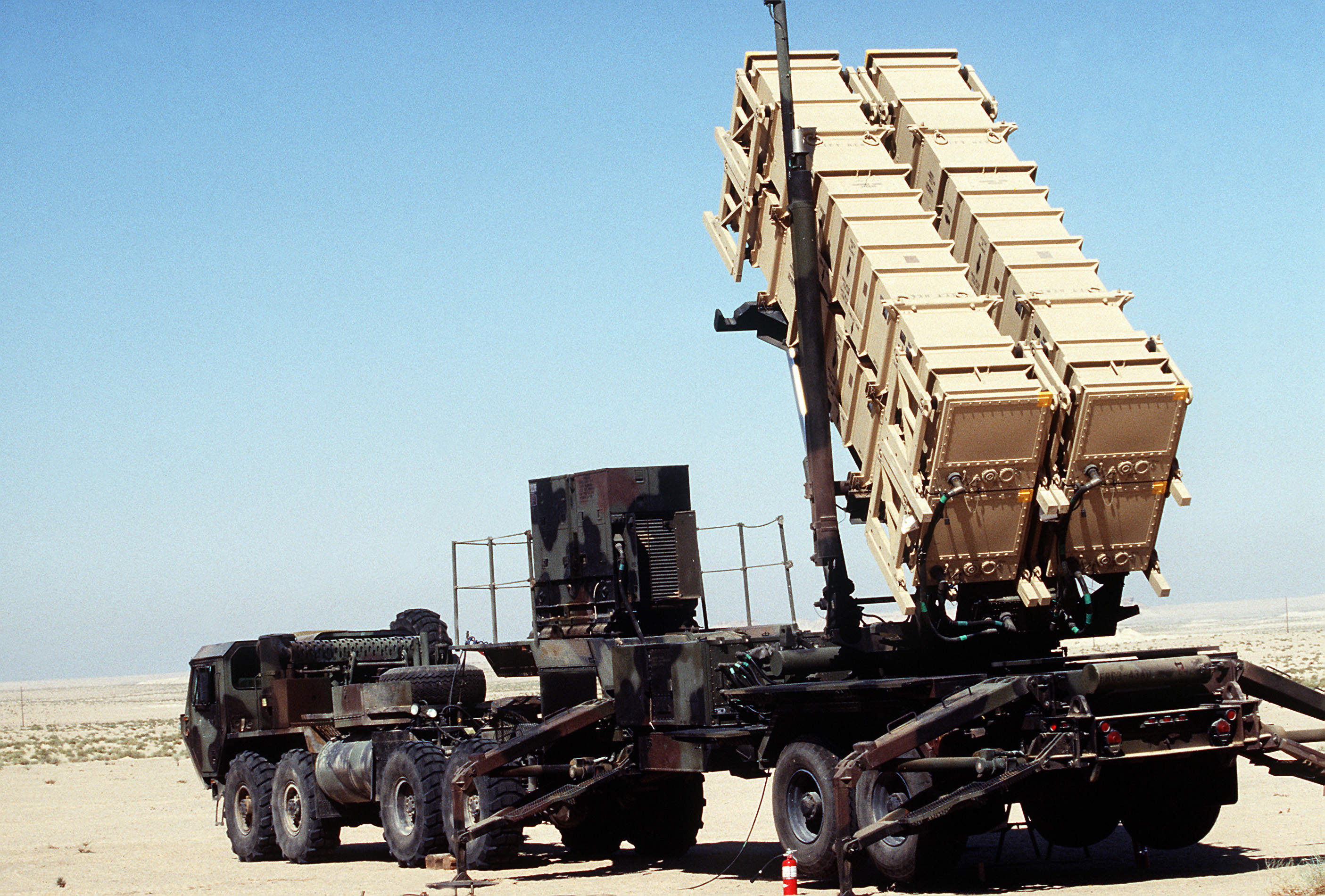
做為MIM-104愛國者飛彈發射平臺的M983拖車
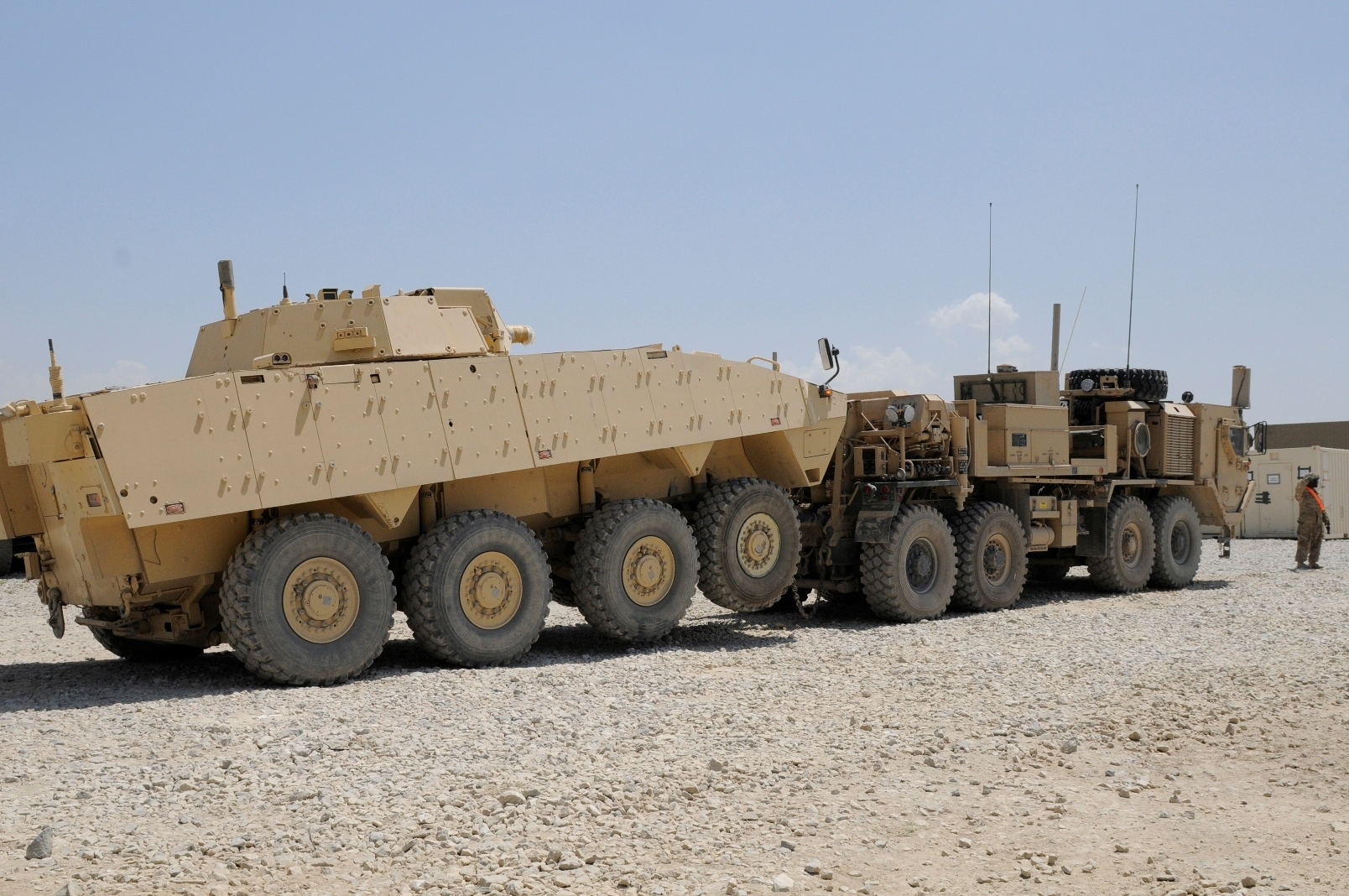
M984救濟車
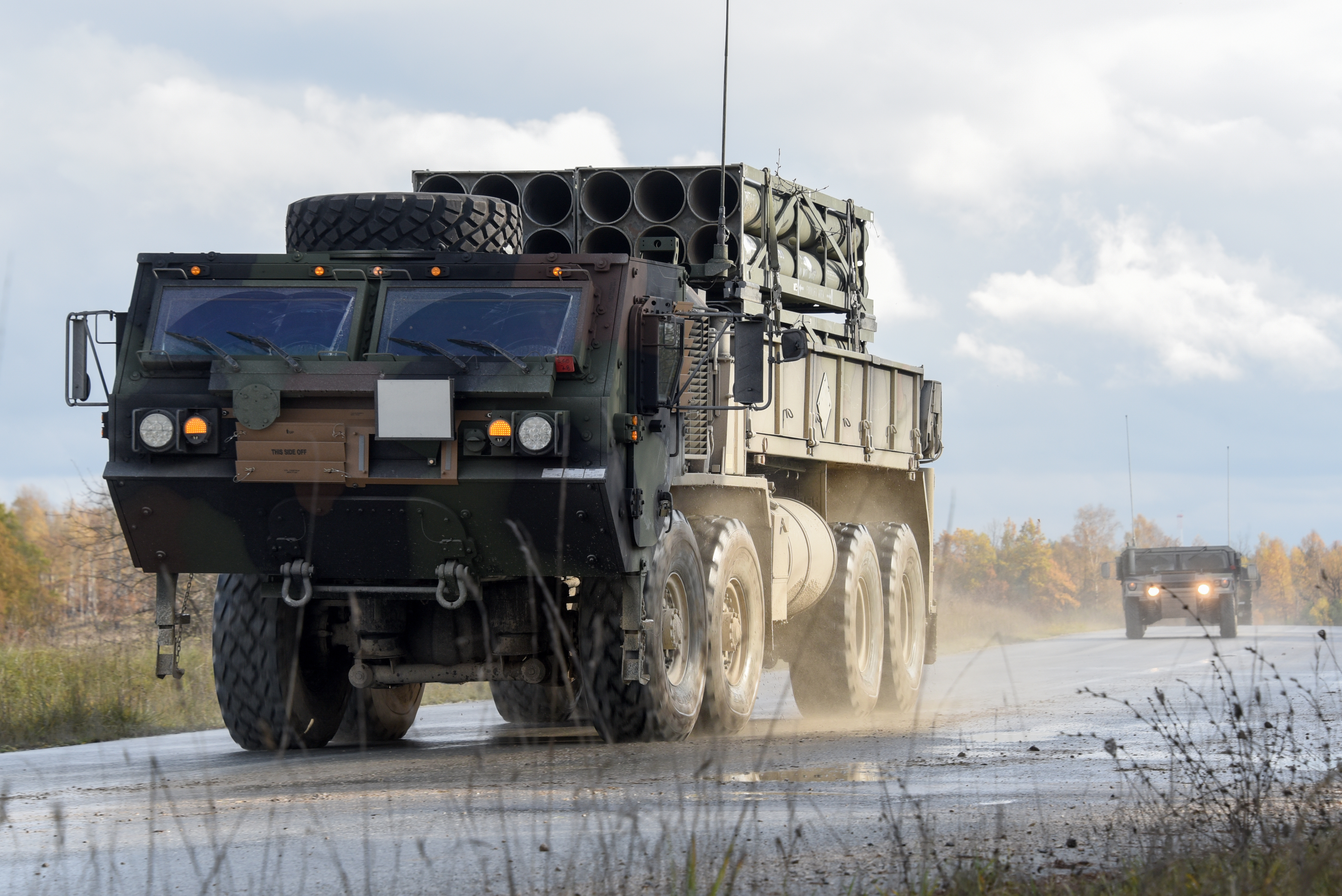
M985貨車
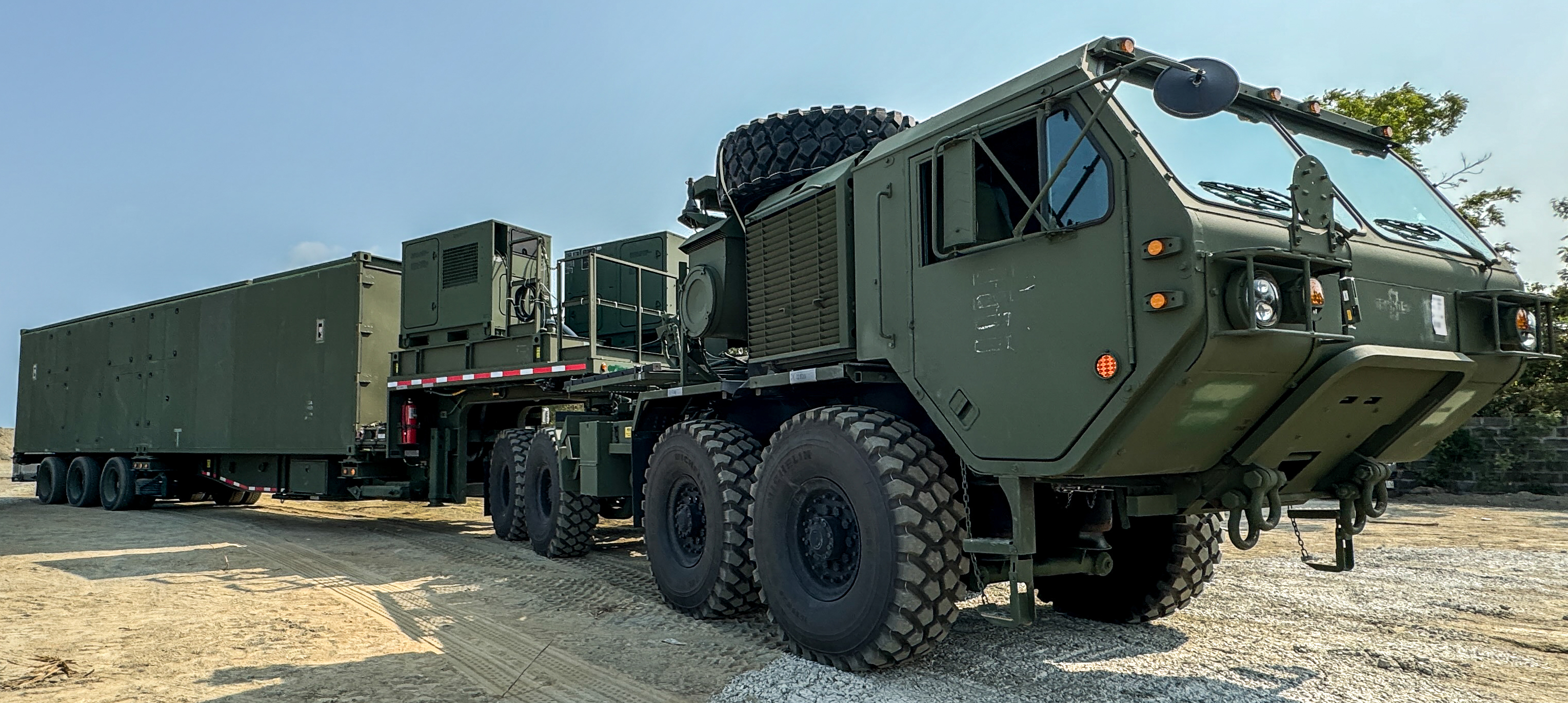
做為堤豐中程飛彈發射系統運載平臺的M991拖車
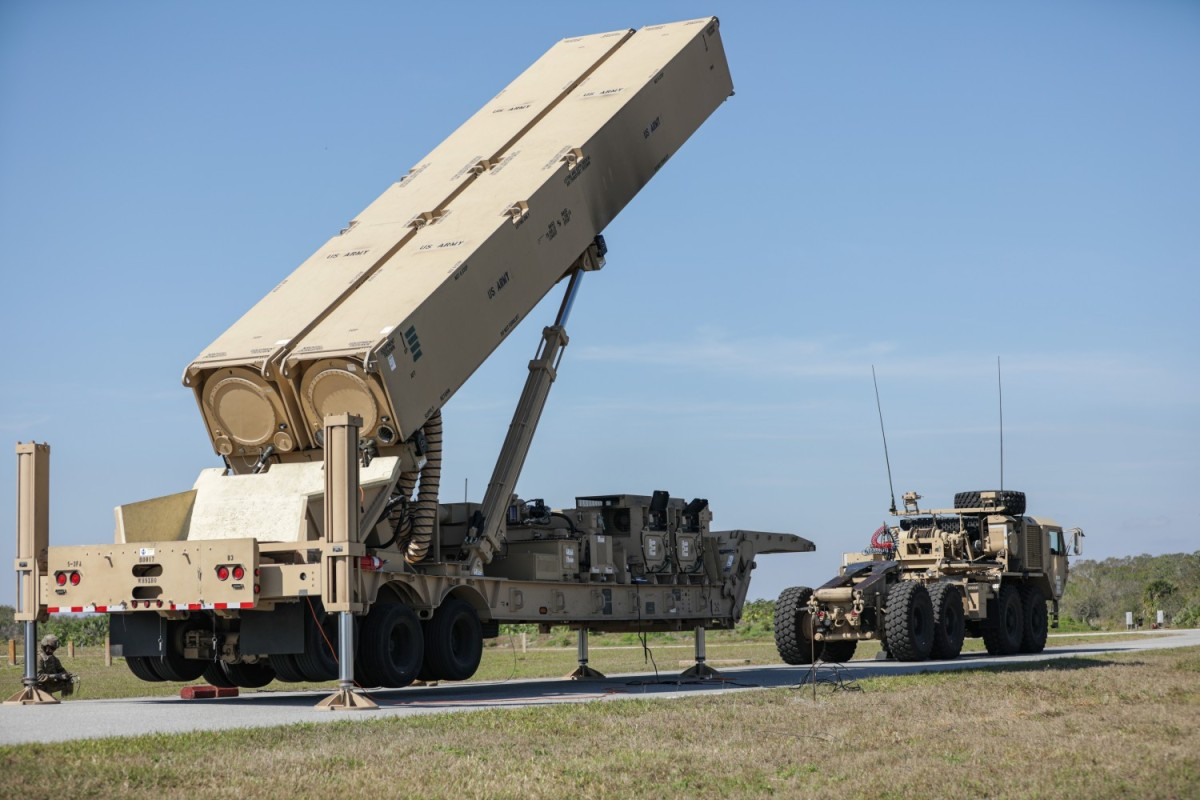
做為遠程高超音速武器發射平臺的M991拖車
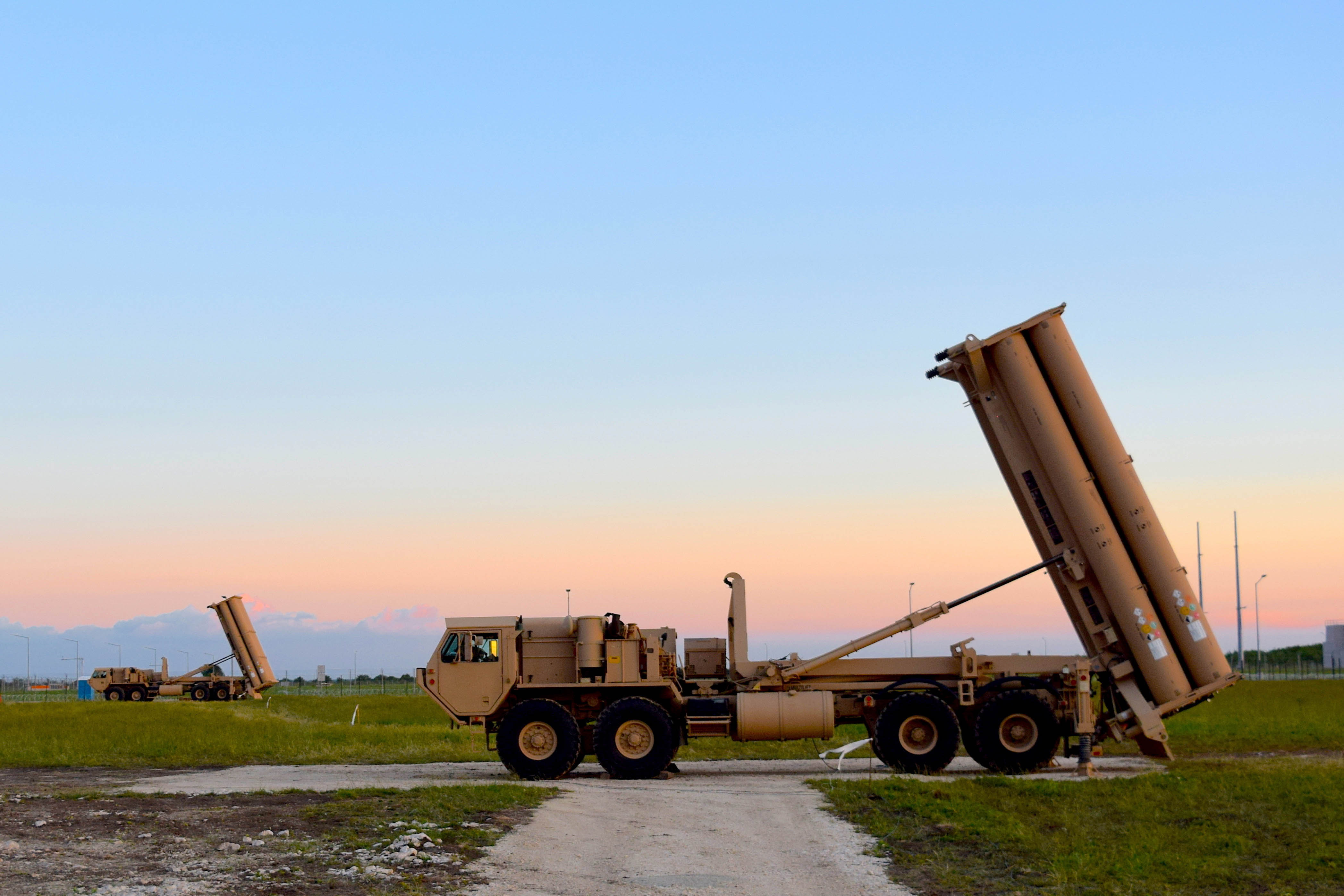
做為戰區高空防禦飛彈發射平臺的M1075貨車
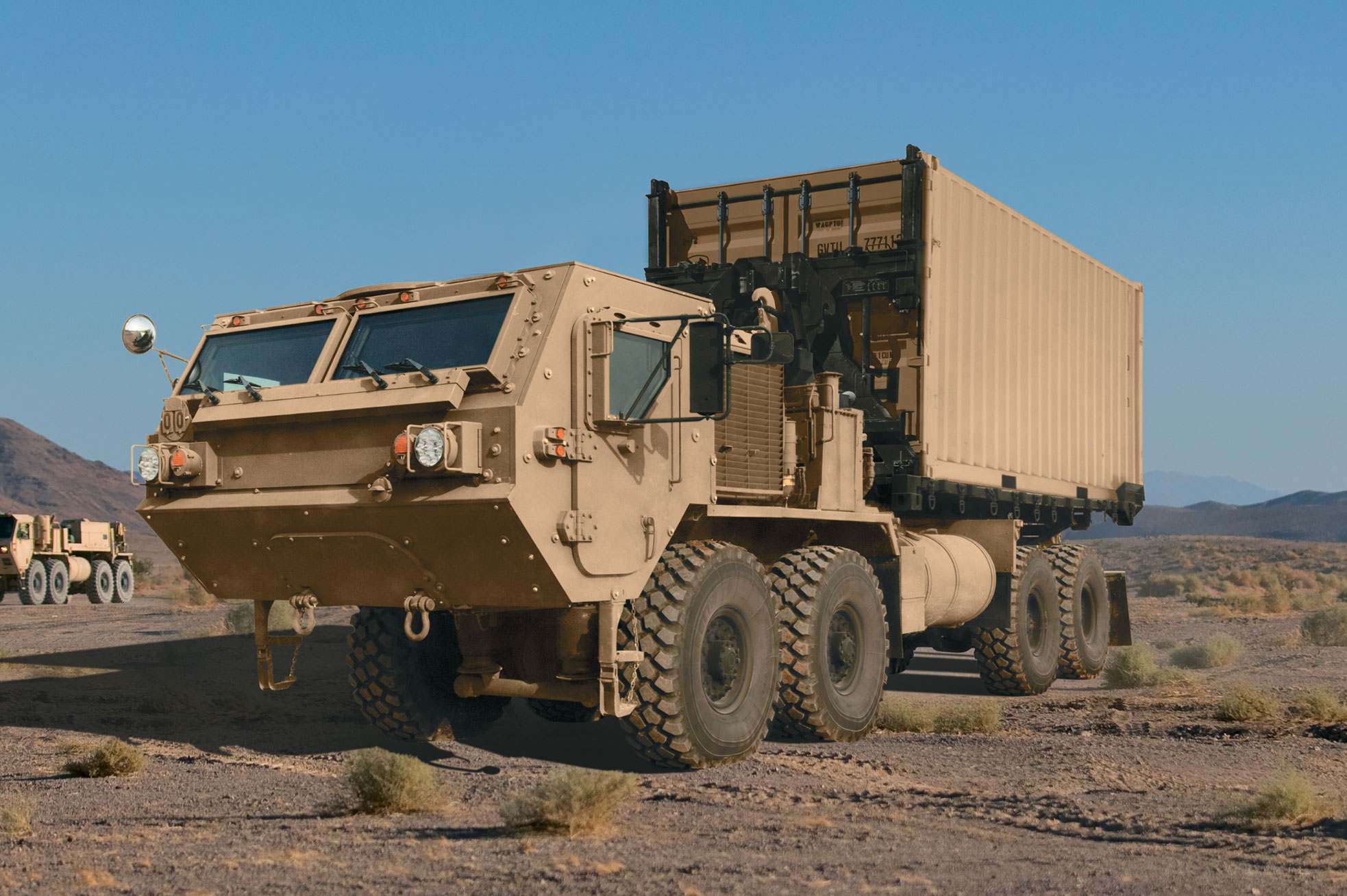
正在運輸標準貨櫃的M1120貨櫃車
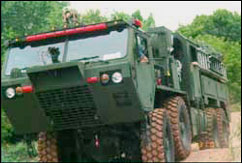
M1142戰術消防車
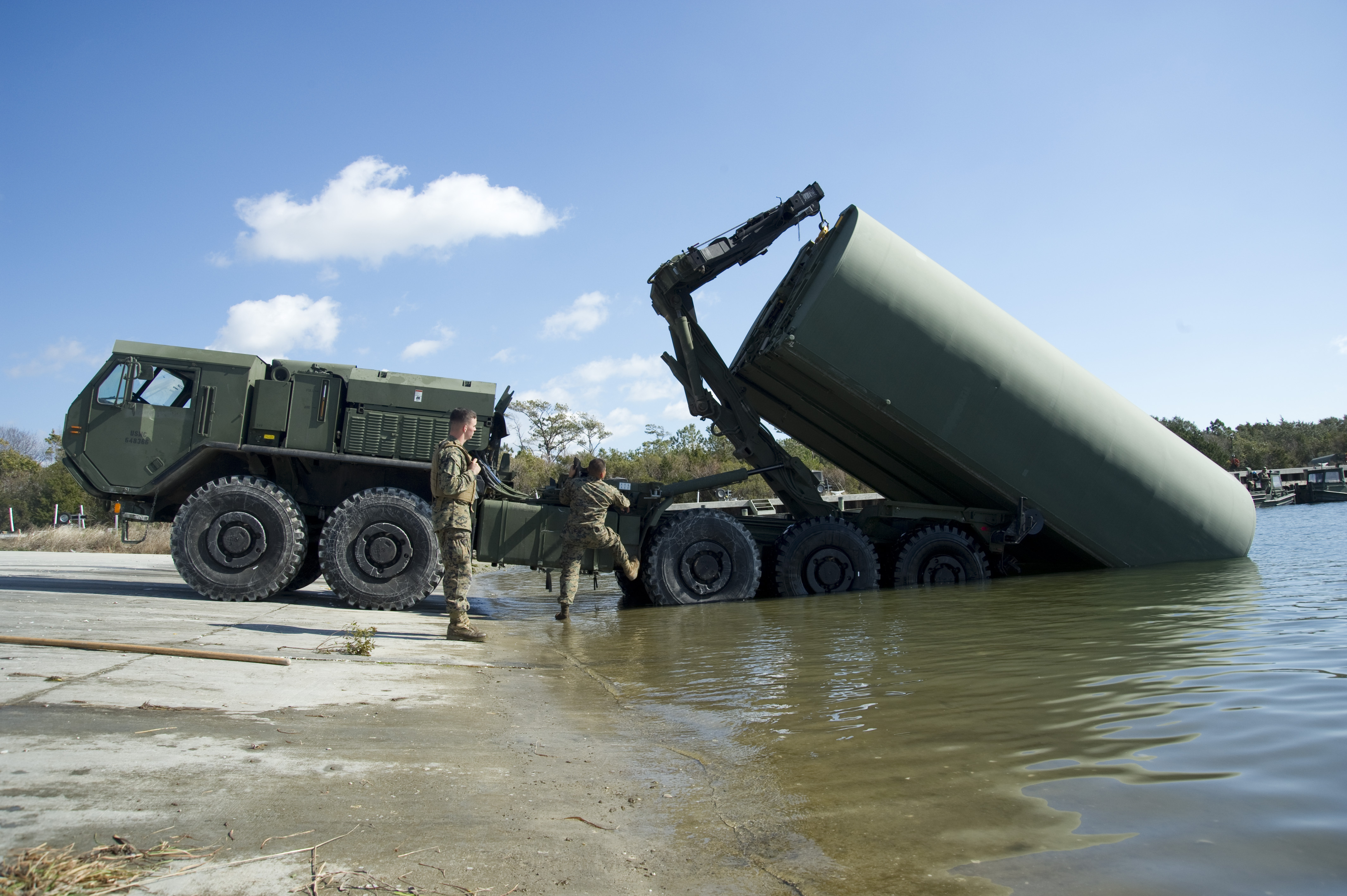
利用吊臂放置浮橋/浮箱的M1977戰鬥橋梁運輸車（CBT）

## 使用國
- 美国
- 沙烏地阿拉伯
- 伊拉克
- 希腊
- 以色列
- 埃及
- 摩洛哥
- 中華民國
- 乌克兰

## 外部連結
- HEMTT A3 Diesel Electric | Oshkosh Defense （页面存档备份，存于）
- HEMTT A4 | Oshkosh Defense （页面存档备份，存于）
- Army Fact File: HEMTT （页面存档备份，存于）
- HEMTT Technical Library[永久] （英文）
- HEMTT Biblioteca Técnica[永久] （西班牙文）
- 軍用極限卡車
- Photos and Walk Arounds of most HEMTT Variants at Prime Portal （页面存档备份，存于）
- Hybrid-Vehicle.org: Oshkosh hybrid truck the HEMTT A3 （页面存档备份，存于）